# Kiril Lazarov
Kiril "Kire" Lazarov (Macedonisch: Кирил Лазаров) (Sveti Nikole, 10 mei 1980) is een Macedonisch handballer. Sinds 2011 speelt hij voor BM Neptuno, wat vanwege de sponsors ook Atlético Madrid genoemd wordt. Tweemaal was hij topscorer van de EHF Champions League, met MKB Veszprém KC en RK Zagreb. Hij is de aanvoerder van het nationale handbalteam van Macedonië. 
Lazarov haalde in 2009 een wereldrecord, nadat hij bij het Wereldkampioenschap handbal mannen 2009 in negen wedstrijden 92 doelpunten scoorde. In datzelfde jaar werd hij onderscheiden door de toenmalige president van Macedonië,  Branko Crvenkovski, wegens zijn behaalde prijzen in de sport en zijn bijdrage in de ontwikkeling en het populairder maken van sport in Macedonië.
Op 27 januari 2012 werd hij naast wereldrecordhouder ook Europees recordhouder, toen hij bij het Europees kampioenschap in zeven wedstrijden 61 goals maakte.